# Bächelsgasse 7

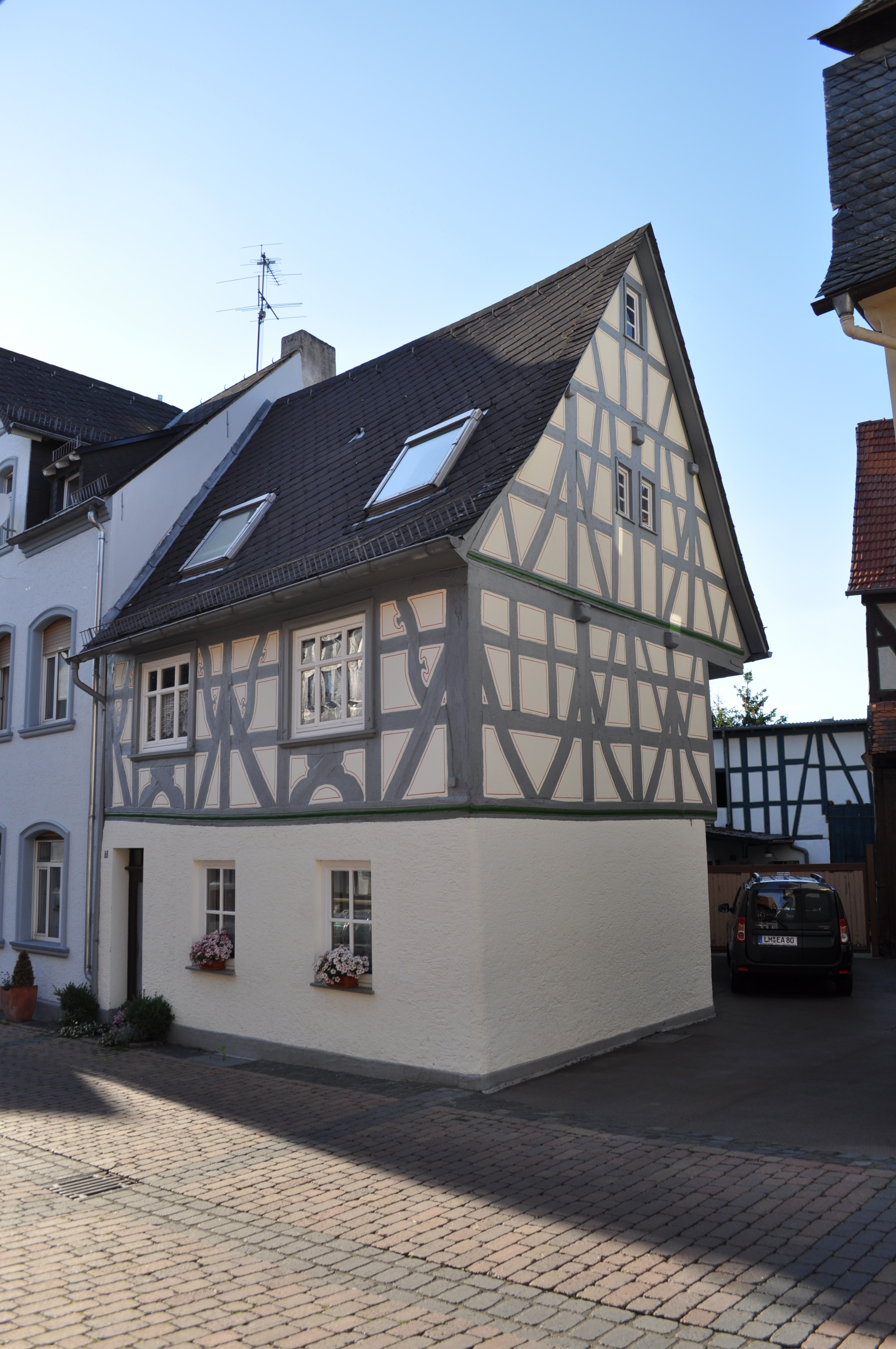
Gebäude Bächelsgasse 7 in Bad Camberg

Das Gebäude Bächelsgasse 7 in Bad Camberg, einer Stadt im Süden des mittelhessischen Landkreises Limburg-Weilburg, wurde um 1700 errichtet. Das Wohnhaus ist ein geschütztes Kulturdenkmal.
Das kleine Fachwerkhaus einer Hofreite mit steilem Satteldach und Giebelüberhang hat ein aus Backsteinen erneuertes Erdgeschoss. Der Bau besitzt ein bildhaftes Fachwerk mit langen, s-förmigen Kopfstreben und Feuerböcken unter den Fenstern.
Das Gebäude wurde vor einigen Jahren umfassend renoviert.